# Walt Longmire (personnage)
Le shérif Walt Longmire est un personnage de fiction créé par l'écrivain nord américain Craig Johnson en 2004.
Les aventures de ce shérif se déroulent dans le comté fictif d'Absaroka, dans le Wyoming, aux États-Unis. 

## SérieWalt Longmire

### Romans
- The Cold Dish (2004) Publié en français sous le titre Little Bird, traduit par Sophie Aslanides, Paris, Gallmeister, coll. Noire, 2009 ; réédition Paris, Gallmeister, coll. Totem no 9, 2011 (ISBN 978-2-35178-509-6) Le corps d'un jeune homme est retrouvé dans le comté d'Absaroka, dans le Wyoming. Cody Pritchard était l'un des quatre garçons qui avait attiré Melissa Little Bird, une jeune fille Cheyenne, dans un sous-sol, et l'avait violée. Walt Longmire soupçonne quelqu'un de chercher à se venger.
- Death Without Company (2006) Publié en français sous le titre Le Camp des morts, traduit par Sophie Aslanides, Paris, Gallmeister, coll. Noire, 2010 ; réédition Paris, Gallmeister, coll. Totem no 16, 2011 (ISBN 978-2-35178-516-4) Mari Baroja est retrouvée empoisonnée dans une institution pour personnes assistées. Le shérif Walt Longmire va mener une enquête sur sa mort, qui est à la surface d'une toile complexe de demi-vérités et d'allégeances assumées.
- Kindness Goes Unpunished (2007) Publié en français sous le titre L'Indien blanc, traduit par Sophie Aslanides, Paris, Gallmeister, coll. Noire, 2011 ; réédition Paris, Gallmeister, coll. Totem no 26, 2012 (ISBN 978-2-35178-526-3)
- Another Man's Moccasins (2008) Publié en français sous le titre Enfants de poussière, traduit par Sophie Aslanides, Paris, Gallmeister, coll. Noire, 2012 ; réédition Paris, Gallmeister, coll. Totem no 36, 2014 (ISBN 978-2-35178-536-2) Le corps d'une jeune femme vietnamienne est trouvé près d'Absaroka County. Le sherif Walt Longmire est déterminé à découvrir l'identité de la victime, et est bientôt amené à remarquer les similarités de ce meurtre avec son premier cas d'homicide, celui d'une entraineuse sur une base américaine au Vietnam. Pour compliquer les choses, Virgil White Buffalo, un indien Crow, est trouvé en possession du sac à main de la jeune femme.
- The Dark Horse (2009) Publié en français sous le titre Dark Horse, traduit par Sophie Aslanides, Paris, Gallmeister, coll. Noire, 2013 ; réédition Paris, Gallmeister, coll. Totem no 46, 2015 (ISBN 978-2-35178-547-8) Wade Barsad, un homme au passé douteux, enferme les chevaux de sa femme Mary dans leur grange et la brûle. En retour, elle lui tire six balles dans la tête. Le shérif Walt Longmire ne croit pas à la confession de Mary, et il est déterminé à creuser plus profondément. Walt va découvrir que la totalité de la population de la ville pourrait avoir souhaité la mort de Wade,dont une magnifique barmaid guatémaltèque et un rancher au goût prononcé pour la boisson, mais moins pour l'honnêteté.
- Junkyard Dogs (2010) Publié en français sous le titre Molosses, traduit par Sophie Aslanides, Paris, Gallmeister, coll. Noire, 2014.
- Hell Is Empty (2011) Publié en français sous le titre Tous les démons sont ici, traduit par Sophie Aslanides, Paris, Gallmeister, coll. Noire, 2015.
- As the Crow Flies (2012) Publié en français sous le titre À vol d'oiseau, traduit par Sophie Aslanides, Paris, Gallmeister, coll. Noire, 2016 (ISBN 978-2-35178-111-1)
- A Serpent's Tooth (2013) Publié en français sous le titre La Dent du serpent, traduit par Sophie Aslanides, Paris, Gallmeister, coll. Noire, 2017 (ISBN 9782351781210)
- The Spirit of Steamboat (2012) Publié en français sous le titre Steamboat, traduit par Sophie Aslanides, Paris, Gallmeister, coll. Noire, 2015 (ISBN 978-2-404-00011-4)
- Any Other Name (2014)
- Dry Bones (2015)

### Nouvelles isolées et recueils de nouvelles
- Old Indian Trick (2006) Publié en français sous le titre Un vieux truc indien, traduit par Sophie Aslanides, Paris, Gallmeister, hors-commerce, 2010.
- Slick Tongued Devil (2010) Publié en français sous le titre Le Diable à la langue fourchue, traduit par Sophie Aslanides, Paris, Gallmeister, hors-commerce, 2012.
- Fireburg (2010) Publié en français sous le titre Incendiaire, traduit par Sophie Aslanides, Paris, Gallmeister, hors-commerce, 2011.
- Ministerial Aid (2012) Publié en français sous le titre Tombé du ciel, traduit par Sophie Aslanides, Paris, Gallmeister, hors-commerce, 2013.
- Divorce Horse (2012)
- Christmas in Absaroka County (2012)
- Messenger (2013)
- Wait for Signs (2014)

## Personnages
- Walt Longmire : shérif du comté d'Absaroka
- Henry Standing Bear : Ami amérindien de Longmire, directement inspiré d'une personne réelle, l'Amérindien Marcus Red Thunder, qui possède selon Craig Johnson un « sens de l'humour aigu ».

## Adaptation à la télévision
- 2012 – 2017 : Longmire, série télévisée américaine, avec Robert Taylor dans le rôle de Walt Longmire et Lou Diamond Phillips dans le rôle de Henry Standing Bear